# K-League de 2009
A K-League de 2009 foi a 27º edição da principal divisão de futebol na Coreia do Sul, a K-League. A liga começou em março e terminou em novembro de 2009. 
Catorze times participaram da liga. O Jeonbuk Hyundai Motors foi o campeão pela primeira vez.